# 厄爾納克
厄爾納克（Ernakh）是匈人阿卡齊爾部落首領，469年至503年在位。他是匈人帝國首領阿提拉的第三子，鄧吉西克的弟弟。
阿卡齊爾王鄧吉西克繼承匈人君主之後，將阿卡齊爾部落封給了其弟厄爾納克，統治現代烏克蘭地區，其統治中心為克里米亞地區。
據手抄本古書《保加利亞可汗年表》的說法，他是保加爾人咄陸家族的祖先，活了150年。
厄爾納克曾於486年488年两次與拜占庭帝國聯手對東哥特君主狄奧多里克大帝作戰，但被擊敗了。

## 家庭
- 曾祖父：烏爾丁
- 伯公：卢阿
- 祖父：蒙杜克
- 伯伯：布列达
- 父：阿提拉
- 兄：鄧吉西克，艾拉克